# Ramer
Ramer és una població dels Estats Units a l'estat de Tennessee. Segons el cens del 2000 tenia 354 habitants.

## Demografia
Segons el cens del 2000, Ramer tenia 354 habitants, 142 habitatges, i 102 famílies. La densitat de població era de 79,9 habitants/km².
Dels 142 habitatges en un 28,9% hi vivien nens de menys de 18 anys, en un 58,5% hi vivien parelles casades, en un 10,6% dones solteres, i en un 27,5% no eren unitats familiars. En el 25,4% dels habitatges hi vivien persones soles el 12% de les quals corresponia a persones de 65 anys o més que vivien soles. El nombre mitjà de persones vivint en cada habitatge era de 2,49 i el nombre mitjà de persones que vivien en cada família era de 2,94.
Per edats la població es repartia de la següent manera: un 26% tenia menys de 18 anys, un 8,5% entre 18 i 24, un 23,7% entre 25 i 44, un 28% de 45 a 60 i un 13,8% 65 anys o més.
L'edat mediana era de 36 anys. Per cada 100 dones de 18 o més anys hi havia 95,5 homes.
La renda mediana per habitatge era de 27.292 $ i la renda mediana per família de 31.071 $. Els homes tenien una renda mediana de 31.094 $ mentre que les dones 18.125 $. La renda per capita de la població era de 14.942 $. Entorn del 12,7% de les famílies i el 16,8% de la població estaven per davall del llindar de pobresa.

## Poblacions més properes
El següent diagrama mostra les poblacions més properes.